# USS Delaware (SSN-791)
USS Delaware (SSN-791) — багатоцільовий підводний човен класу Вірджинія побудований для ВМС США. Контракт на його будівництво було укладено компанією Huntington Ingalls Industries разом з General Dynamics. Човен побудували на корабельні у місті у Ньюпорт-Ньюс, штат Вірджинія, 22 грудня 2008 року. Цей човен є восьмим та заключним з серії Block III. Будівництво розпочалося у вересні 2013 року. Човен був взятий в експлуатацію 4 квітня 2020. Стандартну церемонію введення в експлуатацію було скасовано у зв'язку з пандемією коронавірусу COVID-19.
USS Delaware сягає 115 м завдовжки, 10 завширшки та 9,8 м заввишки. Водотоннажність становить 7800 т. Човен приводиться в рух атомною силовою установкою, має єдиний гвинт. Команда складається з 15 офіцерів та 117 членів екіпажу.